# 全国学校栄養士協議会
公益社団法人全国学校栄養士協議会（ぜんこくがっこうえいようしきょうぎかい）は、日本における栄養教諭・学校栄養職員をもって組織する日本の公益社団法人である。旧公益法人制度下での主務官庁は文部科学省だった。

## 沿革
- 1961年（昭和36年）11月10日 - 全国学校栄養士協議会が設立[3]。
- 1974年（昭和49年）9月12日 - 文部省より社団法人認可[3]。
- 2012年（平成24年）4月1日 - 公益社団法人に移行[5]。